# Сергей Ляхович
Сергей Ляхович (на беларуски: Сяргей Пятровіч Ляховіч; р. 1976 година) е беларуски боксьор – аматьор и професионалист от тежката категория.
Той е световен шампион за няколко месеца през 2006 година на версия Световна боксова организация. Прякорът му в бокса е „Белият вълк“. Към 2006 година, негов мениджър е българинът Ивайло Гоцев, а треньор - Кени Уелдън.
Роден е на 29 май 1976 година във Витебск в Беларус. Живее в американския град Скотсдейл в Аризона от 2000 година. Получава първата си загуба на 1 юни 2002 година, когато е нокаутиран от Морис Харис в 9-ия рунд. Участва на Олимпийските игри през 1996 година с отбора на Беларус, но губи от бъдещия вицешампион Паеа Волфграм. На световното първенство през 1997 година печели бронзов медал. На европейското първенство през 1998 година побеждава Одли Харисън. Ляхович се състезава като аматьор известно време, като преди да стане професионалист през 1998 година има 145 победи и 15 загуби. Първият му мач в професионалния бокс е срещу Игор Шапаров на 25 декември 2006 година, като Ляхович побеждава с нокаут в първия рунд. Към 2006 година има 23 победи (14 с нокаут) и 2 загуби.
На 1 април 2006 година побеждава Леймън Брюстър и след единодушно решение, Ляхович става световен шампион в тежката категория във версия Световна боксова организация (WBO). На 4 ноември 2006 година Ляхович губи титлата от Шенън Бригс след нанесен технически нокаут в 12-ия рунд.